# Col de Grimone
Der Col de Grimone ist ein 1318 m hoher Pass in den Alpen. Er verbindet die Täler der Flüsse Bès und Bochaine und die Ortschaften Châtillon-en-Diois und Lus-la-Croix-Haute, beide im Département Drôme. 